# Šekalim
Šekalim (hebrejsko שקלים, šekalim, slovensko šekeli) je četrta razprava drugega dela (reda) Mišne z naslovom Seder Moed (Red praznovanj).
Razprava vsebuje osem poglavij, ki govorijo o poreklu obveze plačevanja šekela jeruzalemskemu templju  (hebrejsko בית המקדש, tempelj). V razpravi so tudi pojasnila o zakladnici, blagajnah v templju, delitvi tempeljskega davka, določila o premestitvi skrinje zaveza po uničenju prvega templja ter o čistoči in nečistoči v templju.
V Babilonskem  Talmudu razprava nima gemare (razlage), v Jeruzalemskem pa je ena sama gemara, ki se je kasneje pogosto tiskala tudi v Babilonskem Talmudu.

## Naslovi poglavij
Razprava je razdeljena na dva dela. Prvi del (poglavja 1-4) obravnava zapovedi in cilj zbiranja denarja, drugi del (poglavja 5-8) pa upravljanje in delovanje templja. 
1. בְּאֶחָד בַּאֲדָר (V enem primeru): 7 mišen
2. מְצָרְפִין שְׁקָלֶים (Odpadna kovina): 5 mišen
3. בִּשְׁלֹשָׁה פְּרָקִים (V treh poglavjih): 4 mišne
4. הַתְּרוּמָה (Donacija): 9 mišen
5. אֵלּוּ הֵן הַמְמֻנִּין (To so predmeti): 6 mišen
6. שְׁלֹשָׁה עָשָׂר שׁוֹפָרוֹת (Triintrideset pesnikov): 6 mišen
7. מָעוֹת שֶׁנִּמְצְאוּ (Časi, ki jih najdete): 7 mišen
8. כָּל הָרֻקִּין  (Vsi rabini): 8 mišen

Celotna razprava vsebuje 52 mišen.